# Cornuphallus
Cornuphallus là một chi bướm ngày thuộc họ Bướm nâu.